# Andis Shala
Andis Shala (Gjakova, 15 novembre 1988) è un ex calciatore kosovaro con cittadinanza tedesca, di ruolo attaccante.

## Biografia
Suo padre Kujtim era anch'egli un calciatore.

## Carriera
Ha collezionato 30 presenze ed una rete nella prima divisione scozzese.

## Palmarès

### Club

#### Competizioni nazionali
- Coppa di Scozia: 1

Dundee United: 2009-2010
- Fußball-Regionalliga: 1

Hallescher: 2011-2012 (girone Nord)